# Fornells

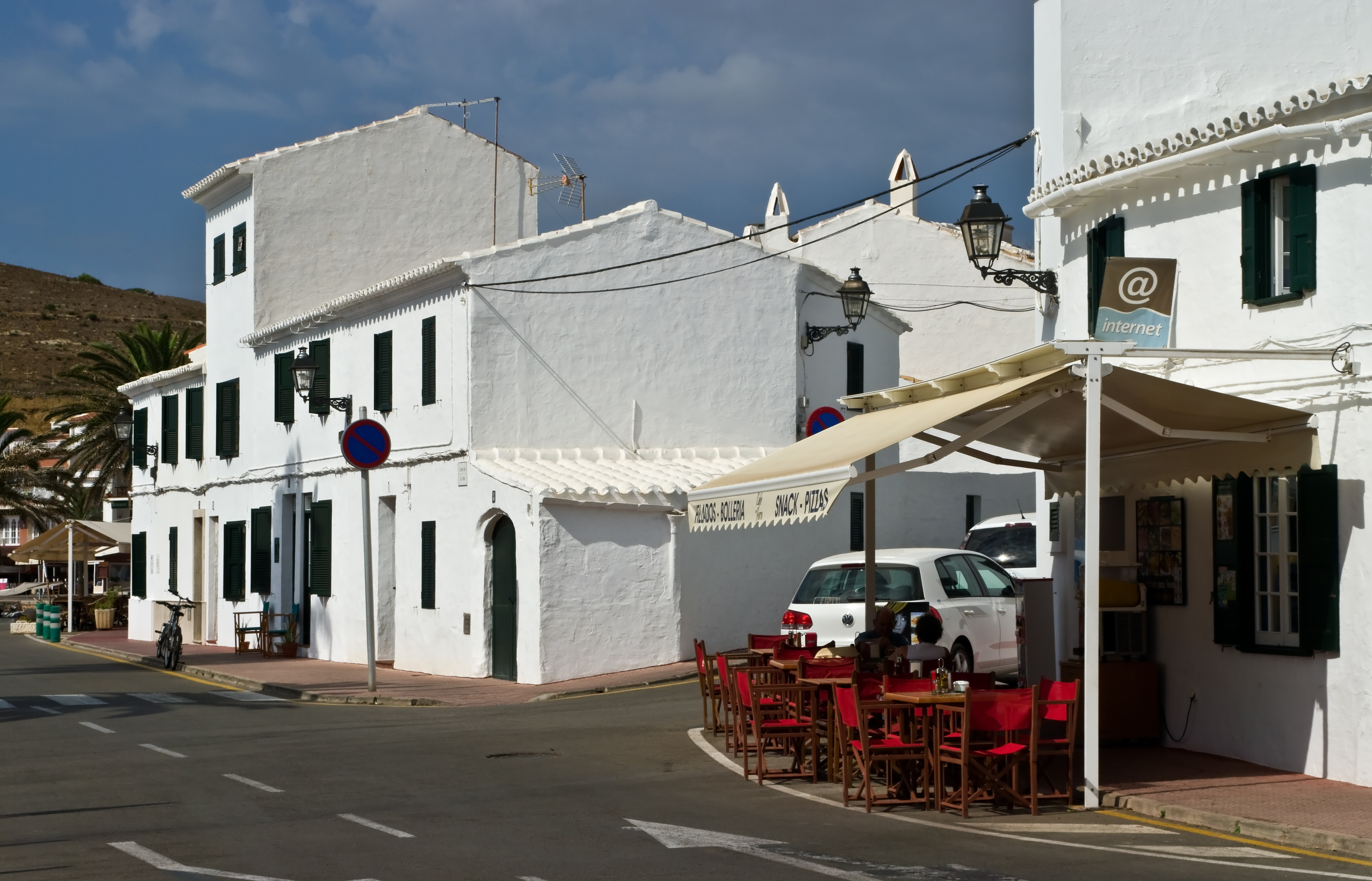
Stara zabudowa

Fornells – miejscowość w Hiszpanii, na Minorce, zlokalizowana na północnym wybrzeżu wyspy, u końca długiej zatoki, 25 km od stolicy wyspy - Maó.
Miejscowość (dawna osada rybacka) jest formalnie częścią Es Mercadal i cieszy się dużą popularnością turystyczną za sprawą rozwiniętej bazy gastronomicznej serwującej dania z ryb i owoców morza, zwłaszcza lokalną specjalność - caldereta la llagosta, czyli gulasz z langusty. Okolice bogate są w niewielkie plaże w zatokach (np. Cala Pregonda).
Zabytkiem jest Torre de Fornells - wieża, która dawniej broniła wejścia do portu rybackiego. Obecnie stanowi punkt widokowy na zatokę oraz na El Toro - najwyższy szczyt Minorki. Inny zabytek to Zamek św. Antoniego z 1625 - obiekt od którego rozpoczęła się historia Fornells.